# Shute
Shute – wieś w Anglii, w hrabstwie Devon, w dystrykcie East Devon. Leży 35 km na wschód od miasta Exeter i 221 km na zachód od Londynu. W 2001 miejscowość liczyła 589 mieszkańców.